# Sarcophaga tristylata
Sarcophaga tristylata är en tvåvingeart som beskrevs av Bottcher 1912. Sarcophaga tristylata ingår i släktet Sarcophaga och familjen köttflugor.
Artens utbredningsområde är Taiwan. Inga underarter finns listade i Catalogue of Life.